# 三辐柴胡
三辐柴胡（学名：Bupleurum triradiatum）是伞形科柴胡属的植物。分布在俄罗斯、日本以及中国大陆的西藏、新疆、青海、四川等地，生长于海拔2,350米至4,900米的地区，一般生于草甸、山坡阳处以及石缝中，目前已由人工引种栽培。